# Phytodietus lunigerellae
Phytodietus lunigerellae är en stekelart som beskrevs av Loan 1981. Phytodietus lunigerellae ingår i släktet Phytodietus och familjen brokparasitsteklar. Inga underarter finns listade i Catalogue of Life.